# Cita
Cita (ru. Чита) este capitala regiunii Cita (în sud-estul Siberiei), Federația Rusă, cu o populație de 316.643 locuitori. Cita se află pe ruta căii ferate transsiberiene. Orașul este situat în centrul Transbaikalului, în munții Iablonoi. Regiunea are statut de zonă economică specială. Economia se bazează pe cărbune, construcțiile de mașini, prelucrarea metalului și comerțul cu China.